# Conjuntos não mensuráveis
Em matemática, um conjunto não mensurável é um conjunto que não pode ser atribuído um "tamanho" significativo. A existência de tais conjuntos matemáticos é interpretado de forma a lançar luz sobre as noções de comprimento, área e volume na teoria dos conjuntos formais. A noção de um conjunto não mensurável tem sido uma fonte de grande controvérsia desde a sua introdução. Historicamente, isso levou Borel e de Kolmogorov para formular a teoria da probabilidade em conjuntos que são constrangidos a ser mensuráveis. Os conjuntos mensuráveis na linha são uniões iteradas contáveis e interseções de intervalos (chamados conjuntos de Borel) mais ou menos conjuntos nulos. Esses conjuntos são ricos o suficiente para incluir todas as definições possíveis de um conjunto que surge na matemática padrão, mas eles exigem um monte de formalismo para provar que conjuntos são mensuráveis.
Em 1970, Solovay construiu o modelo de Solovay, que mostra que é consistente com a teoria do conjunto padrão, excluindo a escolha incontável, que todos os subconjuntos dos reais são mensuráveis.

## Construções históricas
A primeira indicação de que pode haver um problema na definição de comprimento para um conjunto arbitrário veio do teorema de Vitali. 
Quando você formar a união de dois conjuntos disjuntos, seria de se esperar que a medida de que o resultado seja a soma da medida dos dois conjuntos. Uma medida com esta propriedade natural é chamado aditivo finito. Enquanto uma medida finitamente aditiva é suficiente para a maioria da área de intuição, e é análogo a integração de Riemann, considera-se insuficiente para a probabilidade, porque os tratamentos modernos convencionais de sequências de eventos ou variáveis aleatórias exigem aditividade contável.
A este respeito, o plano é semelhante à linha; há uma medida finitamente aditivo, estendendo medida Lebesgue, que é invariante sob todas as isometrias. Quando você aumenta em dimensão a imagem fica pior. O paradoxos Hausdorff e o paradoxo Banach-Tarski mostram que você pode tirar uma bola tridimensional de raio 1, dissecá-lo em 5 partes, mover e girar as peças e obter duas bolas de raio 1. Obviamente esta construção não tem nenhum significado na física mundo. Em 1989, AK Dewdney publicou uma carta de seu amigo Arlo Lipof na coluna 'Computer Recreations' da Scientific American, onde ele descreve uma operação subterrânea "em um país sul-americano" de dobrar bolas de ouro usando o paradoxo de Banach-Tarski. Naturalmente, este foi na edição de abril, e "Arlo Lipof" é um anagrama de "April Fool".

## Exemplos
Considere S, o conjunto de todos os pontos no círculo unitário, e a ação em S por um grupo G que consiste em todas as rotações racionais (rotações por ângulos que são múltiplos racionais de π). Aqui G é contável (mais especificamente, G é isomorfo a  {Q} / {Z}), enquanto S é incontável. Daí S divide em incontaveis órbitas sob G. Usando o axioma da escolha, que poderiam escolher um único ponto de cada órbita, a obtenção de um incontável subconjunto X \ subconjunto S com a propriedade de que todos os seus traduz por G são desconectadas X e de cada um. O conjunto dessas translações particiona o círculo em uma coleção contável de conjuntos disjuntos, que são congruentes em pares (por rotações racionais). O conjunto X serão não-mensuráveis para qualquer medida de probabilidade contavel adiciona rotação invariante em S: se X tem zero medida, aditividade contável implicaria que todo o círculo tem zero medida. Se X tem medida positiva, aditividade contável iria mostrar que o círculo tem medida infinita.

## Definições consistentes de medida e a probabilidade
O paradoxo de Banach-Tarski mostra que não há nenhuma maneira para definir o volume em três dimensões, a menos que uma das quatro concessões seguintes sejam feitas:
1. O volume de um conjunto pode mudar quando ele é girado.
2. O volume da união de dois conjuntos disjuntos pode ser diferente a partir da soma dos seus volumes.
3. Alguns conjuntos pode ser marcado "não mensurável", e seria preciso verificar se um conjunto é "mensurável" antes de falar sobre o seu volume.
4. Os axiomas de ZFC (Zermelo-Fraenkel com o axioma da escolha) pode ter que ser alterada.
Teoria da medida padrão assume a terceira opção. Um define uma família de conjuntos mensuráveis, que é muito rica, e quase qualquer conjunto explicitamente definido na maioria dos ramos da matemática estará entre esta família. Em geral, é muito fácil para provar que um determinado subconjunto específico do plano geométrico é mensurável. O pressuposto fundamental é que uma seqüência infinito contável de conjuntos disjuntos satisfaz a fórmula soma, uma propriedade chamada σ-aditividade.
Em 1970, Solovay demonstrou que a existência de um conjunto não mensurável para a medida de Lebesgue não é demonstrável dentro da estrutura de Zermelo-Fraenkel na ausência do axioma da escolha, mostrando que (assumindo que a consistência de um cardinal inacessível ) existe um modelo de ZF, chamado modelo de Solovay, em que a escolha contável detém, cada conjunto é mensurável Lebesgue e em que o axioma cheio de escolha falha.
O axioma da escolha é equivalente a um resultado fundamental da topologia conjunto-ponto, o teorema de Tychonoff, e também para a conjunção de dois resultados fundamentais da análise funcional, o teorema de Banach-Alaoglu e o teorema de Krein-Milman. Ela também afeta o estudo de grupos infinitos, em grande medida, assim como a teoria dos anéis e da ordem (ver booleana teorema ideal prime). No entanto, os axiomas da determinancia e escolha dependente juntos são suficientes mais  para a teoria da medida geométrica, teoria do potencial, série de Fourier e transformadas de Fourier, ao mesmo tempo que todos os subgrupos da reta real mensurável  Lebesgue.